# Liste de films français sortis en 1923
Listes de films français
- 1919
- 1920
- 1921
- 1922
- 1923
- 1924
- 1925
- 1926
- 1927

Ci-dessous une liste des films français sortis en 1923. Cette liste est probablement incomplète.

## 1923
| Titre                           | Réalisateur                           | Acteurs                                                              | Genre                 | Notes  |
| ------------------------------- | ------------------------------------- | -------------------------------------------------------------------- | --------------------- | ------ |
| L’Affaire Blaireau              | Louis Osmont                          | André Brunot, Émile Saint-Ober                                       | Comédie               |        |
| L'Affaire de la rue de Lourcine | Henri Diamant-Berger                  | Maurice Chevalier, Florelle                                          | Comédie               |        |
| L'Affaire du courrier de Lyon   | Léon Poirier                          | Roger Karl, Daniel Mendaille                                         | Film dramatique       |        |
| L'Âtre                          | Robert Boudrioz                       | Charles Vanel, Jacques de Féraudy, Renée Tandil                      | Film dramatique       |        |
| L'Auberge rouge                 | Jean Epstein                          | Gina Manès, Léon Mathot                                              | Film dramatique       |        |
| Aux jardins de Murcie           | Louis Mercanton René Hervil           | Arlette Marchal, Pierre Blanchar, Ginette Maddie                     | Film dramatique       | Perdu  |
| La Bête traquée                 | René Le Somptier et Michel Carré      | Edmond Van Daële, France Dhélia, Jeanne Marie-Laurent                |                       |        |
| Bonheur conjugal                | Robert Saidreau                       | Pierre Etchepare, André Dubosc, Lucienne Legrand                     |                       |        |
| La Bouquetière des innocents    | Jacques Robert                        | Claude Mérelle, Jacques Guilhène, Lilian Constantini                 |                       |        |
| Le Brasier ardent               | Ivan Mosjoukine Alexandre Volkoff     | Ivan Mosjoukine, Nicolas Koline, Nathalie Lissenko                   | Film dramatique       |        |
| Ce pauvre chéri                 | Jean Kemm                             | Jacques de Féraudy, Jeanne Grumbach, Marguerite Madys                | Comédie               |        |
| Le Chant de l'amour triomphant  | Victor Tourjansky                     | Jean Angelo, Rolla Norman, Nathalie Kovanko                          | Film dramatique       |        |
| Le Chemin de l'abîme            | Adrien Caillard                       | Edmond Van Daële, Betty Carter                                       |                       |        |
| Cœur fidèle                     | Jean Epstein                          | Léon Mathot, Gina Manès, Edmond Van Daële                            | Film dramatique       |        |
| Le Costaud des Épinettes        | Raymond Bernard                       | Germaine Fontanes, Henri Debain, Albert Préjean                      | Comédie               |        |
| La Dame de Monsoreau            | René Le Somptier                      | Geneviève Félix, Gina Manès, Madeleine Erickson                      |                       |        |
| Le Double                       | Alexandre Ryder                       | Henri Maillard, Jean Lorette                                         |                       |        |
| Le Doute                        | Gaston Roudès                         | Louise Colliney, Rachel Devirys, Jacques de Féraudy                  |                       |        |
| L’Enfant-roi                    | Jean Kemm                             | Andrée Lionel, Joë Hamman, Georges Vaultier                          |                       |        |
| L'Espionne                      | Henri Desfontaines                    | Berthe Jalabert, Paul Amiot, Marguerite Madys                        | Film d'espionnage     |        |
| L'Évasion                       | Georges Champavert                    | Claude Bénédict, Juliette Malherbe, André Roanne, Simone Doisy       | Film dramatique       |        |
| Faits divers                    | Claude Autant-Lara                    | Antonin Artaud, Louise Lara, Roland Barthet                          | Court métrage         |        |
| Le Fantôme d'amour              | Roger Lion                            | Max Maxudian Maria Emília Castelo Branco                             | Film dramatique\|     |        |
| La Faute des autres             | Jacques Oliver                        | Pierre Alcover, Mary Thay, Jeanne Brindeau                           |                       |        |
| Ferragus                        | Gaston Ravel                          | Lucien Dalsace, René Navarre, Stewart Rome                           |                       |        |
| La Folie du doute               | René Leprince                         | Yvonne Dupré, Jean Dax, Alexandre Arquillière                        |                       |        |
| Frou-Frou                       | Guy du Fresnay                        | Gina Palerme, Jules Raucourt, Suzanne Talba                          |                       |        |
| Le Gamin de Paris               | Louis Feuillade                       | Sandra Milovanoff, René Poyen, Berthe Jalabert                       |                       |        |
| La Garçonne                     | Armand Du Plessy                      | France Dhélia                                                        | Film dramatique       |        |
| Geneviève                       | Léon Poirier                          | Laurence Myrga, Dolly Davis, Thomy Bourdelle, Madeleine Guitty       |                       |        |
| La Gitanilla                    | André Hugon                           | Ginette Maddie, Jaime Devesa, Léon Courtois                          |                       |        |
| Gonzague                        | Henri Diamant-Berger                  | Maurice Chevalier, Marguerite Moreno                                 |                       |        |
| Gossette                        | Germaine Dulac                        | Régine Bouet, Maurice Schutz, Georges Charlia                        | Film dramatique       |        |
| La Guitare et le Jazz-band      | Gaston Roudès                         | Camille Bardou, Jean Devalde, France Dhélia                          |                       |        |
| Les Hommes nouveaux             | Édouard-Émile Violet et E.B. Donatien | E.B. Donatien, Georges Melchior, Lucienne Legrand                    | Film dramatique       |        |
| L'Idée de Françoise             | Robert Saidreau                       | André Dubosc, Dolly Davis, Pierre Etchepare                          |                       |        |
| L'Île de la mort                | E.B. Donatien                         | Donatien, Gaston Jacquet, Lucienne Legrand                           |                       |        |
| L'Image                         | Jacques Feyder                        | Arlette Marchal, Malcolm Tod, Jean-Victor Marguerite                 | Film dramatique       |        |
| L'Insigne mystérieux            | Henri Desfontaines                    | France Dhélia, Fernand Herrmann                                      |                       |        |
| Jim Bougne, boxeur              | Henri Diamant-Berger                  | Maurice Chevalier, Florelle                                          | Comédie               |        |
| Knock Out !                     | Armand du Plessy                      | Gaston Jacquet, Elmire Vautier, Armin Seydelmann                     |                       |        |
| Kœnigsmark                      | Léonce Perret                         | Maurice Lehmann, Huguette Duflos, Jaque Catelain                     | Film romantique       |        |
| La Légende de sœur Béatrix'     | Jacques de Baroncelli                 | Sandra Milovanoff, Eric Barclay, Suzanne Bianchetti, Jeanne Brindeau |                       |        |
| La Maison du mystère,           | Alexandre Volkoff                     | Ivan Mozzhukhin, Charles Vanel, Hélène Darly                         | Serial                | 10 ép. |
| La Malchanceuse                 | E.B. Donatien Benito Perojo           | Lucienne Legrand, André Dubosc, Madeleine Guitty                     | Film dramatique       | perdu  |
| La Mare au diable               | Pierre Caron                          | Gladys Rolland, Jean-David Évremond                                  | Comédie dramatique    |        |
| Le Marchand de plaisirs         | Jaque-Catelain                        | Jaque Catelain, Marcelle Pradot, Claire Prélia                       |                       |        |
| Le Mauvais Garçon               | Henri Diamant-Berger                  | Maurice Chevalier, Marguerite Moreno                                 |                       |        |
| Le Nègre du rapide numéro 13    | J. Mandemant                          | André Deed, Joe Alex, Edouard Mathé                                  |                       |        |
| Nène                            | Jacques de Baroncelli                 | France Dhélia, François Viguier, Sandra Milovanoff                   |                       |        |
| La Nuit rouge                   | Maurice de Marsan, Maurice Gleize     | Gina Manès, Sylviane de Castillo                                     | Horreur               |        |
| Notre-Dame-d'Amour              | André Hugon                           | Claude Mérelle, Jean Toulout, Charles de Rochefort                   | Comédie               |        |
| Les Opprimés                    | Henry Roussell                        | Marcel Vibert, André Roanne, Raquel Meller                           |                       |        |
| Par-dessus le mur               | Pierre Colombier                      | Henri-Amédée Charpentier, Jean Dehelly, Saint-Granier                |                       |        |
| Par habitude                    | Henri Diamant-Berger                  | Maurice Chevalier, Pauline Carton, Georges Milton                    | court métrage comique |        |
| Petit ange et son pantin        | Luitz Morat                           | Régine Dumien, Gabriel de Gravone, Henri Collen                      |                       |        |
| Le Petit Chose                  | André Hugon                           | Max de Rieux, Alexiane, Jean Debucourt                               |                       |        |
| Petit hôtel à louer             | Pierre Colombier                      | Georges Deneubourg, France Dhélia, Gaston Modot                      | Comédie               |        |
| Le Petit Moineau de Paris       | Gaston Roudès                         | Régine Bouet, Berthe Jalabert, Georges Melchior                      |                       |        |
| La Porteuse de pain             | René Le Somptier                      | Suzanne Desprès, Gabriel Signoret, Geneviève Félix                   |                       |        |
| Les Rantzau                     | Gaston Roudès                         | France Dhélia, Georges Melchior, Maurice Schutz                      |                       |        |
| Le Reflet de Claude Mercœur     | Julien Duvivier                       | Maud Richard, Gaston Jacquet, Jean Prévost                           |                       |        |
| Le Retour à la raison           | Man Ray                               | Kiki of Montparnasse                                                 |                       | 3 min  |
| Le Roi de Paris                 | Maurice de Marsan, Charles Maudru     | Jean Dax, Suzanne Munte, Germaine Vallier                            |                       |        |
| La Roue                         | Abel Gance                            | Séverin Mars, Ivy Close, Gabriel de Gravone                          | Film dramatique       |        |
| La Rue du pavé d'amour          | André Hugon                           | Sylvette Fillacier, Jean Toulout, Pâquerette                         |                       |        |
| Souvent femme varie             | Jean Legrand                          | Jean Murat, Claude France                                            |                       |        |
| Le Taxi 313 X 7                 | Pierre Colombier                      | Saint-Granier, Marguerite Madys, Charles Lorrain                     | Comédie               |        |
| Un bon petit diable             | René Leprince                         | Jean Rauzéna, Charles Lamy, Madeleine Erickson                       | comédie               |        |
| Vindicta                        | Louis Feuillade                       | Georges Biscot, Andrée Lionel, Ginette Maddie                        |                       |        |
| La Voix du rossignol            | Ladislas Starewitch                   | Nina Star                                                            | Amination             | 12 min |
| Le Vol                          | Robert Péguy                          | Charles Vanel, Denise Legeay, Lucien Dalsace                         | Policier              |        |